# Katharina Kepler
Katharina Kepler, född som Katharina Guldenmann, 1546 i Eltingen i Leonberg, död 13 april 1622, var mor till astronomen Johannes Kepler. Hon var föremål för en känd häxprocess, som hon räddades från genom sonens ingripande.  
Katharina Kepler var dotter till Melchior Guldermann, borgmästare i Eltingen. Hennes moster blev en gång avrättad för häxeri. Katharina gifte sig 15 maj 1571 med Heinrich Kepler, som troligen var en affärsbekant till hennes far. Paret fick sonen Johannes sju månader efter bröllopet och relationen var spänd, främst på grund av spänningar med svärföräldrarna, som inte ansåg paret likvärdiga i status. Maken tjänstgjorde 1574-75 som legosoldat. År 1575 flyttade paret till Leonberg, där de var bosatta fram till 1589, då Heinrich Kepler övergav Katharina och strax därpå avled. Katharina Kepler lämnades då ensam med barnen Johannes, Christopher, Heinrich och Margaretha.
Under Lutherus Einhorns regeringstid i Leonberg (1613-1629) hölls med stöd av myndigheter och stora delar av allmänheten en populär häxjakt i staden, som ledde till 15 åtal och åtta avrättningar för häxeri. Katharina Kepler var vid denna tid i konflikt med Ursula Reinbold, som påstod sig ha blivit sjuk efter att ha druckit en dryck som serverats henne av Kepler, och 1615 utfärdade Einhorn ett åtal mot Kepler för häxeri. Katharina Kepler försvarades vid rättegången av sin son Johannes Kepler, som konsulterade sin studiekamrat Besold vid universitetet i Tübingen. Det var ovanligt att en åtalad i ett häxerimål tilläts en försvarare. I december 1616 lyckades Johannes hjälpa henne att fly till Linz. Fyra år senare, sommaren 1620, återvände Katharina Kepler till Leonberg. Hon blev då återigen arresterad och fängslades i 14 månader. hon belades med kedjor i fängelset och man lät visa henne tortyrinstrumenten som skulle användas på henne. Hon vägrade att bekänna och sade att hon visste att de kunde tortera henne om de ville, men att hon inte skulle bekänna och att sanningen skulle komma fram till slut även om hon dog. I oktober 1621 lyckades hennes son Johannes få henne frigiven. Hon avled ett år senare. Hennes gravplats är inte känd.        